# Engelbertus Lucas (ammiraglio 1747)
Engelbertus Lucas (Schiedam, circa 5 marzo 1747 – Schiedam, 21 giugno 1797) è stato un ammiraglio olandese, protagonista della capitolazione della baia di Saldanha (16 agosto 1796). Il 4 febbraio 1774 aveva sposato la signorina Catharina Prins, da cui ebbe due figli, uno Engelbertus, nato nel 1785, divenne tenente-ammiraglio della Koninklijke Marine e fu Ministro della marina tra il 1849 e il 1851. Sua moglie aveva a Schiedam una distilleria di Jenever. Il suo reddito annuo nel 1798 era di 2.000 fiorini secondo una controversia fiscale, risolta nel 1801..

## Biografia
Nacque prima del 5 marzo 1747, data in cui fu registrato il suo battesimo, figlio di Abraham ed Elizabeth Bogaert. In giovane età fu impiegato sulle navi mercantili olandesi, ricevendo l'incarico di tenente dall'Ammiragliato di Rotterdam della Repubblica delle Sette Province Unite nel 1772. Nonostante questo incarico fu impiegato da Thomas Pigeaud, un armatore di Rotterdam, come commodoro in una flotta di baleniere private operante nelle acque della Groenlandia dal 1777 al 1780. Nel 1781 (durante la quarta guerra anglo-olandese) ricoprì lo stesso impiego (ma non ebbe il grado) presso l'Ammiragliato, e come tale fece un ultimo viaggio di caccia alle balene nel 1784 per un armatore di Schiedam. In cinque viaggi sotto il suo comando i balenieri olandesi catturarono un totale di 35 balene.
Il 20 agosto 1781, come comandante della fregata Waakzaamheid, aiutò a salvare l'equipaggio della nave mercantile Embdens Welvaren che era affondata sul Maasvlakte, allora una zona pericolosa del mare prima dell'estuario del fiume Mosa. Per questa missione ricevette un premio in argento.
Il 18 dicembre 1785, ora al comando della fregata Scipio (20 cannoni), lasciò la rada di Maas per prendere parte alla spedizione del commodoro Willem Silvester nelle Indie orientali olandesi. La sua nave si unì alla squadra di Silvester solo al Capo di Buona Speranza, completando da sola il viaggio verso il Capo. A causa di un incidente con il vascello Holland, nave ammiraglia di Silvester al Capo, che rese necessaria la riorganizzazione della spedizione, egli fu nuovamente inviato da solo con lo Scipio a Ceylon, dove attese le altre navi.
Dopo l'arrivo a Batavia il 30 dicembre 1786 la squadra fu divisa in due divisioni, e quella cui apparteneva la Scipio il 4 febbraio 1787 fu inviata, sotto il comando del capitano Anastasius van Halm, alle Molucche, dove navigò e mostrò la bandiera per circa otto mesi. Dopo il suo ritorno a Batavia, il governo delle Indie olandesi lo inviò a Malacca per rafforzare l'altra divisione del commodoro  Silvester, che già si trovava lì, in concomitanza con una spedizione punitiva per eseguita per conto della VOC contro le isole Riau. Successivamente insieme al capitano Abraham Kuvel della Valk, contribuì a prevenire una pericolosa insurrezione, in concomitanza con una crisi di successione nel sultanato di Solo nell'ultima parte del 1788. Lo Scipio tornò nei Paesi Bassi nella primavera del 1789.
A causa di questa assenza di tre anni e mezzo dalla Repubblica olandese, non prese parte alla rivoluzione dei patrioti del 1785 e la sua soppressione nel 1787, con la successiva epurazione del corpo degli ufficiali della marina dai simpatizzanti dei patrioti. In seguito egli divenne noto come un ardente sostenitore della causa dei patrioti, cosa che lo aiutò a far progredire la sua carriera militare dopo la Prima rivoluzione batava del 1795. Nel febbraio 1795 gli Stati generali della Repubblica Batava lo nominarono membro di una commissione, presieduta da Henricus Aeneae, che doveva riferire sullo stato della flotta. La commissione concluse ben presto che lo stato della marina era disastroso e che molte navi necessitavano di ampie riparazioni per tornare operative. Tale rapporto fu la base di un vasto programma di costruzioni navali avviato nel 1795-1796.
Promosso kapitein ter zee, ricevette il comando del vascello Dordrecht che, alla fine del 1795, divenne parte di uno squadra navale, composta dai vascelli Revolutie (ktz. Jan Rynbende) e Tromp (cdr. Jan Valkenburg), e dalle fregate Jason, Castor , Brave, Sirene, Bellona, lo sloop Havik e la nave VOC armata Vrouwe Maria, che era destinata alle Indie orientali olandesi. A lui fu affidato il comando generale dello squadra, apparentemente perché era l'unico alto ufficiale disponibile all'epoca che aveva esperienza in un viaggio alle Indie orientali.
La spedizione fu allestita perché la Repubblica si accingeva a nazionalizzare la VOC, e ad assumere sia l'attivo che il passivo della compagni di questa istituzione oramai praticamente fallita, mentre circolavano voci sulla resa di alcune colonie della VOC agli inglesi in conseguenza delle "Kew Letters" dell'ex stadtholder Guglielmo V ai governatori delle colonie facendo temere alle autorità dei Paesi Bassi la perdita di quei beni aziendali. Nel novembre 1795 gli Stati Generali elaborarono per lui una serie di istruzioni segrete, ma a causa dell'incertezza esistente sulla situazione (ad esempio l'invasione della Colonia del Capo non era in quel momento nota con certezza) esse avevano un carattere altamente indicativo. In quel caso gli fu esplicitamente proibito persino di sbarcare ovunque nella Colonia del Capo, ma avrebbe dovuto salpare subito per la colonia francese dell'isola dell'Ile de France. La squadra navale non aveva a bordo alcun soldato di fanteria, con cui condurre una campagna di terra, e uno sbarco era quasi impossibile con le forze disponibili. Il destino della Colonia del Capo divenne noto poco prima che lo squadra salpasse nel gennaio 1796, e era possibile modificare le istruzioni, al fine di renderle meno ambigue.
Un altro problema emerso nel corso della spedizione fu l'inaffidabilità degli equipaggi delle navi, soprattutto dei sottufficiali, tra cui l'adesione alla causa del partito orangista (i sostenitori dell'ex stadtholder, fuggito in Gran Bretagna nel gennaio 1795) era forte. Lo stesso valeva per un certo numero di ufficiali, che avevano prestato servizio nella "vecchia marina" e che solo di recente erano stati rimessi in servizio nella nuova marina batava. Tali problemi erano emersi mentre le sue navi erano ancora nella rada del porto di Hellevoetsluis, e avrebbero portato a frequenti casi del normale "salto della nave" durante il viaggio ad abbandoni, e persino a diserzioni, durante il soggiorno a Saldanha Bay.
Lo squadra navale al suo comando salpò da Texel il 23 febbraio 1796, insieme ad un'altra squadra sotto il viceammiraglio Adriaan Braak, che era destinata alle Indie occidentali olandesi, e questa flotta combinata navigò intorno alla Scozia, per eludere le pesanti concentrazioni di navi britanniche. Una forte tempesta all'inizio di marzo disperse questa flotta e lo sua squadra perso i contatti con l'altra, dopo il 19 marzo, e proseguì separatamente verso il primo porto di scalo Puerto de La Luz a Gran Canaria, arrivandovi il 13 aprile.  In questo porto sostò per non meno di 34 giorni, per effettuare le riparazioni necessarie, e principalmente per imbarcare acqua potabile sufficiente per 14 settimane di navigazione. Durante la permanenza in questo porto neutrale furono avvistate diverse navi, che possono essere identificate come la fregata britannica HMS La Moselle; la HMS Jupiter con un certo numero di trasporti con a bordo 4.000 soldati britannici destinati al Capo; e infine lo HMSTremendous (con l'ammiraglio Thomas Pringle a bordo) di scorta ai trasporti truppe. Sebbene questi avvistamenti non fossero certi all'epoca, egli fu in seguito rimproverato per non aver inseguito queste navi, poiché ciò avrebbe potuto arrecare qualche danno al nemico (come era suo obbligo come ufficiale di marina).
Il 17 maggio 1796 le sue navi lasciarono Gran Canaria e il 21 maggio la squadra attraversò il tropico del Cancro, momento in cui divenne effettiva la sua promozione a contrammiraglio.
Lo squadra fece quindi rotta verso Porto Praia a Capo Verde dove arrivò il 26 maggio. Il 29 maggio salpò per il Brasile, ma l'Equatore fu attraversato solo il 22 giugno, a causa della periodica mancanza di vento nella Zona di convergenza intertropicale, durante la quale le navi rimasero in bonaccia. La costa del Brasile venne raggiunta il 27 giugno, e qui si sarebbe potuto reintegrare le scorte d'acqua, ma l'ammiraglio olandese aveva già deciso di farlo nella baia di Saldanha, così dopo una superficiale consultazione del suo consiglio di guerra (in cui le informazioni essenziali erano state nascoste agli altri capitani), lo squadra approfittò dei venti occidentali per raggiungere la costa dell'Africa.
Nel corso del consiglio di guerra del 26 luglio, in vista delle costa dell'Africa, egli rivelò agli altri comandanti le istruzioni segrete ricevute. Erano trascorsi più di due mesi da quando era stata imbarcata acqua fresca potabile e le riserve idriche delle navi avevano raggiunto un preoccupante livello. A causa di ciò e della mancanza di alimenti freschi,  il numero dei marinai affetti da scorbuto aveva raggiunto un livello preoccupante, e fare scalo alla baia di Saldanha era quindi imperante. Inoltre una delle sue istruzioni segrete gli consentiva di informare gli altri ufficiali che la baia della tavola e Cape Town dovevano essere sottoposte a una ricognizione per capire se fossero sotto controllo del nemico e di quante navi esso disponesse, ma il consiglio di guerra convenne che ciò era superfluo, poiché si dava per certo che la Colonia del Capo fosse nelle mani degli inglesi. La squadra navale olandese fece quindi rotta verso la baia di Saldanha, dove arrivò la sera del 6 agosto 1796.
Poco dopo l'arrivo furono inviate squadre di sbarco per interrogare la popolazione locale. Le informazioni ricevute si rivelarono contraddittorie e l'ammiraglio olandese tendeva a dubitarne. Il 9 agosto si ebbero informazioni più precise dal servitore di un boero locale, che lo incoraggiò a salpare il prima possibile, poiché una formazione di fanteria britannica di notevole consistenza era in marcia e la flotta britannica era stata avvertita della presenza della navi olandesi. Tuttavia, sebbene diversi ufficiali testimoniarono della veridicità delle informazioni del servitore (bianco), perché lo conoscevano da precedenti visite alla Colonia del Capo, l'ammiraglio olandese lo prese per una spia e ignorò le sue informazioni.
L'ammiraglio olandese prese diverse decisioni che tendevano a diminuire la prontezza operativa delle navi, come ammainare le vele del Dordrecht (nonostante le obiezioni del suo capitano di bandiera, James Melvill) e trasferire i malati a terra su una delle isole della baia, alloggiandoli sotto delle tende fatte con le vele. Rispose alle obiezioni di Melvill con l'osservazione che "giacevano nel seno di Abramo". Non dispose di fare pattugliare da una fregata l'ingresso della baia per avvisarlo tempestivamente dell'arrivo della flotta nemica, e non posizionò alcuna batteria costiera in punti strategici sulle rive della baia, come fu consigliato dai suoi ufficiali.
I primi giorni trascorsero ad imbarcare acqua potabile a bordo delle navi attingendo un abbeveratoio locale, e quando questo si prosciugò, ci si rifornì da un altro che si trovava a una distanza maggiore, presso l'isola di Schaaepen. La fregata Bellona venne inviata sul posto. L'11 agosto mandò il tenente di marina Valkenburg, che aveva un parente che abitava nelle vicinanze, ad interrogare l'uomo per avere informazioni. Valkenburg ritornò con notizie inquietanti: aveva visto con i suoi occhi l'avanguardia di un corpo di fanteria nemica forte di 1.400 uomini e alcuni cannoni da campo, ma non aveva informazioni attendibili sui movimenti della flotta inglese. Con queste informazioni l'ammiraglio convocò un altro consiglio di guerra che decise di abbandonare la baia il prima possibile. Il giorno della partenza fu fissato per il 16 agosto, ma quel giorno trascorse con la squadra navale all'ancora nella baia.
Nel pomeriggio del 16 agosto una fregata britannica si presentò all'ingresso della baia, e contemporaneamente arrivò l'avanguardia delle forze di terra britanniche che ingaggiò combattimento con la Bellona che sparò subito alcune alcune bordate, costringendo i soldati a ritirarsi. Essi tornarono ben presto e cominciarono a sparare contro la fregata utilizzando degli obici, che causarono notevoli danni alla fregata. Cinque ore dopo la forza principale britannica forte di otto navi di linea e circa cinque fregate, al comando dell'ammiraglio George Keith Elphistone, entrò nella baia e si ancorò in linea di battaglia fuori dalla portata dei cannoni olandesi. Non appena Lucas venne a conoscenza dell'arrivo delle navi britanniche, ordinò alle sue navi di mettere le molle sui cavi, per prepararsi a un combattimento all'ancora. Nello stesso tempo inviò delle barche sull'isola dove erano ospitati i malati, per farne risalire a bordo quanti più possibile al fine di rinforzare gli equipaggi ridotti al minimo. Una delle barche fuggì subito verso il nemico per disertare, e l'altra barca dovette essere richiamata. 
Apparentemente l'ammiraglio olandese intendeva restare all'ancora, con le molle accese e alcuni cannonieri pronti all'azione, durante la notte, ma l'equipaggio del Revolutie iniziato a mostrare segni di rivolta. Alcuni sottufficiali erano entrati nella cabina del capitano Rynbende e lo avevano minacciato. Si riuscì a ristabilire l'ordine, ma egli non fece nulla per calmare i nervi degli ufficiali durante i consiglio di guerra che convocò quella sera alle 23:00. Disse agli altri capitani di aver ricevuto un ultimatum dal comandante della flotta avversaria, l'ammiraglio Elphinstone che gli intimava di arrendersi e non tentare di sabotare le navi.  Gli informò inoltre di aver avuto scambio di messaggi scritti con Elphinstone e di aver dato a quest'ultimo la sua parola d'onore che non avrebbe tentato di danneggiare le sue navi mentre erano in corso i negoziati. Alla luce di queste informazioni il consiglio di guerra decise all'unanimità negoziare i termini della resa con Elphinstone, poiché la resistenza sembrava inutile. Lo motivarono con due considerazioni: l'atteggiamento ribelle degli equipaggi, che rendeva più probabile che uccidessero i loro ufficiali, piuttosto che combattere; e che era impossibile arenare le navi e bruciarle, perché le forze di terra britanniche bloccavano la fuga via terra, e gli equipaggi si sarebbero ugualmente opposti. Per evitare un massacro la capitolazione condizionata sembrava inevitabile chiedendo che gli ufficiali fossero imbarcati su navi sicure dirette verso la Repubblica Batava. Elphinstone rifiutò queste proposte e chiese che gli ufficiali diventassero prigionieri di guerra, offrendosi verbalmente di rilasciare gli ufficiali se in seguito si fosse concesso la loro libertà sulla parola. Quando il parlamentare olandese capt. Claris tornò con questa risposta, e si seppe che il generale britannico James Henry Craig aveva minacciato di non dare quartiere nel caso le navi fossero state danneggiate, il consiglio di guerra decise di arrendersi senza condizioni, non potendo garantire nulla dato l'atteggiamento di ribellione degli equipaggi.
Dopo che gli inglesi presero possesso delle navi, la disciplina militare a bordo crollò, nonostante la presenza delle guardie britanniche. Su alcune navi gli ammutinati, sfoggiando stracci color arancione, strapparono le bandiere della Repubblica Batava, gridando slogan orangisti e contro i patrioti. In altre, ufficiali, sottufficiali e membri dell'equipaggio sospettati di simpatie per i patrioti vennero perseguitati e aggrediti. In alcuni casi i simpatizzanti dei patrioti si unirono tra di loro per difendere le loro vite con armi improvvisate; in altri casi i membri dell'equipaggio con simpatie per i patrioti maledirono l'ammiraglio Lucas e gli ufficiali per aver vigliaccamente ceduto le navi senza combattere. Ovunque dispense e armadietti dei liquori furono scassinati e saccheggiati, casse con effetti personali e botti di vino rubati. In alcuni casi questo durò tutta la notte e riprese il giorno successivo, fino a quando gli inglesi non intervennero nuovamente e arrestarono i capi della rivolta.
La maggior parte dei sottufficiali e dei membri dell'equipaggio si arruolarono poi nella Royal Navy, e alcuni di questi presero parte alla battaglia di Camperdown del 1797 dalla parte britannica. La maggior parte degli ufficiali ritornò nella Repubblica Batava a bordo di una nave neutrale nel dicembre 1796, ma Lucas e i capitani Rynbende e Claris prenotarono il passaggio su una nave americana e arrivarono a Plymouth nel febbraio 1797; da lì l'ammiraglio olandese tornò nei Paesi Bassi a bordo di una nave battente bandiera prussiana arrivando a Schiedam.
Appena arrivato riferì cosa era successo al Comitato per gli affari navali dell'Assemblea nazionale, che ordinò la sua incarcerazione a Huis ten Bosch vicino all'Aia. Qui si preparò per affrontare la corte marziale davanti alla Hoge Zeekrijgsraad (Alta corte navale) che era stata nominata dall'Assemblea nazionale.
Scrisse un Generaal Rapport (rapporto generale), contenente la sua versione dei fatti, che completò il 18 aprile 1797, ma il suo stato di salute peggiorato dopo la resa si aggravò ulteriormente nei mesi successivi. Gli fu quindi permesso di tornare a casa, dove si spense il 21 giugno 1797.
La sua morte prematura pose la Hoge Zeekrijgsraad di fronte a un dilemma, in quanto il suo processo stava per iniziare, ma non poteva procedere, poiché la Repubblica Batava, ai sensi della Dichiarazione dei diritti dell'uomo e del cittadino, non consentiva processi postumi ne condanne. D'altra parte, il processo contro gli altri ufficiali non poteva essere equo se il caso dell'imputato principale rimanesse irrisolto. Il tribunale decise di affidare al fiscaal, Jacobus Spoors, un'inchiesta, in cui furono raccolte le deposizioni di tutti i testimoni, e che portò alla stesura di una lunga relazione. Essa venne accettata dalla Corte marziale, che il 14 dicembre 1797 emise la sentenza contro gli imputati in vita che furono assolti, poiché la responsabilità preponderante dell'incidente con lo squadra fu giudicata dell'ammiraglio Lucas. Il rapporto e la sentenza furono comunicati all'Assemblea Nazionale, che decise di pubblicarli entrambi nel 1798.
In linea di massima Lucas venne considerato il più colpevole per aver ignorato l'istruzione degli Stati Generali di non fare scalo in nessun luogo della Colonia del Capo nel caso fosse certo che quella colonia fosse occupata da una forza nemica superiore, ma di procedere immediatamente alla colonia francese dell'Ile de France in quel caso. Per quanto riguarda la sua condotta durante la sosta nella baia di Saldanha, fu giudicato inadempiente al dovere di garantire la sicurezza della flotta posizionando batterie costiere e adottando tutte le misure per avvistare tempestivamente l'arrivo delle navi nemiche. Inoltre non avrebbe dovuto dare prematuramente la sua parola d'onore di astenersi dal sabotare le navi e mantenere la disciplina a ogni costo quando iniziò l'ammutinamento.

### Annotazioni
1. ↑  Ciò dimostra che, pur non avendo esperienza con la rotta verso le Indie Orientali, Lucas era un abile navigatore.
2. ↑  Molti ufficiali della vecchia marina erano stati licenziati dopo la rivoluzione.
3. ↑  Questo fu effettivamente deciso nel dicembre 1795, e messo in pratica il 1º marzo 1796.

### Fonti
1. ↑  Dagverhaal der handelingen van het Vertegenwoordigend lichaam des Bataafschen volks, Volume 12 (1801), pp. 12 ff.
2. ↑  Poincten van deliberatie, bij Directeuren der Nederlandsche Huishoudelijke Maatschappij (1781), p. 18
3. ↑  De Jonge 1862, pp. 240-243.
4. 1 2  De Jonge 1862, p. 244.
5. ↑  De Jonge 1862, pp. 252-255.
6. ↑  De Jonge 1862, pp. 219-222.
7. ↑  James 1826, p. 535.
8. 1 2 3 4  Van Lennep 1796, p. 274.
9. 1 2 3  Karibik Geschichte.
10. ↑  De Jonge 1862, pp. 277-278.
11. ↑  De Jonge 1862, pp. 281-283.
12. 1 2 3 4  Bezuidenhout 2018, p. 66.
13. 1 2 3 4  Van Lennep 1796, p. 273.
14. ↑  Lauts 1854, p. 136.
15. ↑  De Jonge 1862, pp. 241-244.
16. ↑  De Jonge 1862, pp. 244-245.
17. ↑  De Jonge 1862, pp. 246-249.
18. ↑  De Jonge 1862, pp. 251-253.
19. ↑  De Jonge 1862, p. 253.
20. ↑  De Jonge 1862, p. 257.
21. 1 2 3  Bezuidenhout 2018, p. 67.
22. ↑  De Jonge 1862, pp. 254-258.
23. ↑  De Jonge 1862, p. 258.
24. ↑  De Jonge 1862, pp. 260-261.
25. 1 2 3  Lauts 1854, pp. 140-142.
26. ↑  Van Lennep 1796, p. 275.
27. ↑  De Jonge 1862, pp. 259-267.
28. ↑  Bezuidenhout 2018, p. 68.
29. ↑  De Jonge 1862, p. 269.
30. ↑  De Jonge 1862, p. 270.
31. ↑  N. Frykman, Seamen on Late Eighteenth-Century European Warships, in: Van der Linde, M. and K.H. Roth (eds.), Beyond Marx. Theorising the Global Labour Relations of the Twenty-First Century, Brill 2013, p. 60 e nota 105
32. ↑  De Jonge 1862, pp. 270-271.
33. ↑  De Jonge 1862, pp. 273-275.
34. ↑  Spoors 1798, p. 115.
35. ↑  Spoors 1798, pp. 98-138.